# ティトー・ペトコフスキ
ティトー・ペトコフスキ（マケドニア語:Тито Петковски / Tito Petkovski、1945年1月23日 - ）は、マケドニア共和国の政治家。ユーゴスラビア連邦人民共和国・マケドニア人民共和国クリヴァ・パランカ（現・北マケドニア）出身。新社会民主党党首。
ペトコフスキはスコピエ大学で法学の学位を取得し、自治体裁判所にて働き始める。マケドニア共産主義者同盟の市支部の一員となり、1991年からマケドニア議会の議員となる。ペトコフスキはマケドニア議会の最初の任期（1990年-1994年）に議会の副議長となり、1996年から1998年まで議長を務める。
ペトコフスキは1999年、マケドニアの大統領選挙にてマケドニア社会民主同盟の候補者となった。第1回の選挙では投票数の33%を得て得票数で首位となった。しかし、第2回の選挙ではボリス・トライコフスキに敗れた。長らくマケドニア社会民主同盟の有力政治家であったが、2005年に同党を離れ、新社会民主党を設立した。